# Vivienne Cassie Cooper
Vivienne Dellow Cassie de Cooper (29 de septiembre de 1926) es una botánica, algóloga, planctóloga neozelandesa, responsable por su labor innovadora en algas microscópicas en termas, en agua dulce y en ecosistemas marinos. Además en morfología, taxonomía y ecología de algas, y en microalgas tóxicas. Fue nombrada conservadora de botánica del "Museo de Auckland.

## Primeros años y educación
Es aborigen de Auckland, Nueva Zelanda. En 1944, ingresó a la Universidad de Auckland, donde llevó a cabo una primera licenciatura en botánica, seguido de una maestría con una tesis sobre las epífitas de las cordilleras Waitakere. Se graduó Ph.D. en 1955 por la Universidad Victoria en Wellington.
En 1957, hizo el primer estudio regional de fitoplancton en Nueva Zelanda. Más tarde, se centró más en la botánica acuática, y fue designada investigadora científica de algas de agua dulce en el Departamento de Investigación Científica e Industrial de Nueva Zelanda (DSIR) en la división de botánica. En su carrera, escribió más de cincuenta artículos y varios libros, entre ellos  Fitoplancton Marino en aguas de Nueva Zelanda y  Listas de diatomeas de agua dulce de Nueva Zelanda . Cooper también publicó  Micro Algas - Maravillas microscópicas  que escribe para atraer a un público más popular.
Se retiró en 1986.

## Algunas publicaciones
- 2012. Vivienne Cassie Cooper, Algal Explorer: A Memoir, 1926 to 2012. Con Marylyn J. Hills, Andrea Donnison. Ed. ilustrada de Vivienne Cooper, 112 p. ISBN 0473225727, ISBN 9780473225728

- 2001. Recent name changes in eukaryotic freshwater algae of New Zealand. New Zealand J. of Botany 39 (4): 601-616. resumen.

- 1996. Microalgae: microscopic marvels. Riverside Books, Hamilton. 164 p. ISBN 0473036428, ISBN 9780473036423

- 1992. Checklist of the Freshwater Diatoms of New Zealand. Bibliotheca Diatomologica 4. Ed. Cramer. 129 p.

- 1989. Algae of New Zealand thermal areas. Bibliotheca phycologica 78. Con Robert Cecil Cooper. Ed. ilustrada de J. Cramer, 255 p. ISBN 3443600050, ISBN 9783443600051

- 1989. A contribution to the study of New Zealand diatoms. Bibliotheca Diatomologica 17. Ed. ilustrada de J. Cramer, 266 p. ISBN 3443570089, ISBN 9783443570088

- 1963. Distribution of Surface Phytoplanton Between New Zealand and Antarctica, December 1957. Trans-Antarctic Expedition, 1955-1958. Scientific reports N.º 7. Ed. Trans-Antarctic Expedition Committee, 11 p.

- 1961. Marine Phytoplankton in New Zealand Waters. Botanica marina: supplement 2. Ed. Cram, De Gruyter, 54 p.

## Vida personal
En 1953, se casó con Richard Morrison Cassie, profesor becario en la Universidad de Auckland. Tuvieron dos hijos. Murió en 1974, y ella ha continuado su investigación hasta nuestros días (de 2014).

## Honores

### Membresías
Fundadora
- Sociedad de Australasia de Ficología y Botánica acuática.
- Sociedad Internacional de Diatomistas.
- Asociación Ficológica del Asia Pacífico.

### Galardones
Ganó varios premios y títulos por sus logros, incluyendo
- 1997: Orden de Mérito de Nueva Zelanda
- miembro asociada de investigación honoraria por el Departamento de Botánica de la Universidad Auckland y de la División Botánica de DSIR
- miembro honoraria vitalicia de la "Sociedad de Nueva Zelanda de Limnología" y "Sociedad de Nueva Zelanda de Ciencias marinas".[1] Fue descripta como una "líder experta" neozelandesa en algas microscópicas diatomeas.[3]